# Megacoelus didelphis
Megacoelus didelphis is een keversoort uit de familie boktorren (Cerambycidae). De wetenschappelijke naam van de soort is voor het eerst geldig gepubliceerd in 1840 door Chevrolat.